# كيث ريبلي
كيث ريبلي (بالإنجليزية: Keith Ripley)‏ هو لاعب كرة قدم بريطاني في مركز نصف الجناح، ولد في 29 مارس 1935 في نورمانتون ‏ في المملكة المتحدة، وتوفي بنفس المكان في 5 نوفمبر 2012. لعب مع ليدز يونايتد ونادي بيتربورو يونايتد ونادي دونكاستر روفرز ونادي مانسفيلد تاون ونورويتش سيتي.

## وصلات خارجية
- كيث ريبلي على موقع قاعدة بيانات كرة القدم.إي يو (الإنجليزية)